# シューティング技能検定
『シューティング技能検定』（シューティングぎのうけんてい）とは、トライアングル・サービスが開発したシューティングゲーム。
その名の通り、シューティングゲームのプレイにおいて要求される技能を、各種のシチュエーションをモチーフとした6種類のミニゲームを用いて計測し、「パイロット性能」として数値とグラフで表示するというもの。

## シューティング技能検定（試用版）
PS2版『トライジール』にオマケゲームとして収録されている。
以下、ミニゲームを出現順に説明する。

### 赤撃たないで白を撃て
- 判断力

説明文は「赤を撃て」「白撃たないで赤を撃て」「白を撃て」「赤撃たないで白を撃て」の4種類がある。
赤と白の敵キャラが画面上にいる。説明文の通りに赤または白の敵のみを撃って破壊すれば良い。
違う色の敵を撃ってもミスにはならないが評価が減点される。
早く破壊するほど評価が高い。一定時間が経つと敵が弾を撃ってくる。
目標の敵を全て破壊するか、敵や敵弾に当たってミスをするとゲーム終了。

### 避けろ
- 球避け

動いている赤い球状の障害物をひたすら避けて進んでいく。
障害物は破壊できない。時間が経つごとに動きが大きくなっていく。
長い時間避け続けるほど評価が高い。
障害物に当たってミスをするか、画面左上の「LEVEL」が99になるとゲーム終了。

### 撃つべし!
- 連射力

画面上から飛来してくる板状の敵キャラを逃さず撃って破壊する。
破壊した枚数が多いほど評価が高い。
敵キャラは少しずつ大型になっていき、倒すのに必要な弾数も多くなる。
敵を逃してしまうか、敵に当たってミスをするとゲーム終了。

### 避けまくれ
- 弾避け

画面奥にいる敵キャラが撃ってくる大量の敵弾を避ける。敵キャラは破壊不可能である。
敵弾のパターンは時間が経つごとに難しくなっていく。
敵弾に当たってミスをするか、画面左上の「LEVEL」が99になるとゲーム終了。

### 撃ちまくれ!
- 破壊力

画面に「雑魚」と書かれたポッドがあり、それを撃って破壊する（一定時間が経っても勝手に破壊する）。破壊したポッドからは小型の敵キャラが大量に出てきて弾を撃ってくるのでそれを倒す。
少し経つとまた新たなポッドが出現する。
ポッドから出てくる敵キャラの数はだんだん多くなり、撃つ弾の速度も速くなっていく。
敵や敵弾に当たってミスをするとゲーム終了。
倒した敵キャラが多いほど評価が高い。
ちなみに、ゲーム終了後の破壊数カウントはボタンを押しっぱなしにしていると早送りできる。

### ナイスボムれ!&ナイスボムれ!パートII
- 気合い

ボーナスゲームとして、ミニゲームの合間に2回挿入されることがある。
1回目より2回目の方が、敵や敵弾が多い。
画面上から緑色のボムアイテムが降ってくるのでそれを取る。
以後、どのボタンを押してもボムが発動する（1発しか撃てない）。
しばらくすると画面に敵キャラが出てきて敵弾を撃ってくるので、敵や敵弾がなるべく自機の近くにある状態でボムを発動させる。
すると画面に円状のマーカーが出現して、ボムに巻き込んだ敵や敵弾の点数が自機からの距離に基づいて1個ずつカウントされる。
点数は以下の3種類がある。
- 10000点 - 自機のグラフィックに触れるぐらいの距離。10000点のカウント時には、1個ごとに「ナイス!」の文字とサムズアップの絵が出る。
- 1000点 - 自機のグラフィックの2～3倍ぐらいの距離。
- 100点 - それより離れているもの全て。

ボムを発動させるか、敵や敵弾に当たってミスをするか、最初にボムアイテムを取れないとゲーム終了。「ナイスボムれ!」で1度でも10000点を取れれば「パートII」が挑戦可能。

### ナイスボム!×3
検定でパイロット性能6.5以上を取るか、「シューティング技能検定」タイトル画面で

↑・→・→・←・↑・↓・←・↑

を入力した後、×ボタンを押しながらスタートを押すと「ナイスボム!×3」を遊ぶことが出来る。
ルールは上記の「ナイスボムれ!」と同様。パートI～パートIIIの3ラウンドを行い、合計の点数を競う。

## シューティング技能検定（携帯版）
Bbmf（後のmenue）から配信されている携帯ゲームアプリ。
ゲーム内容は試用版とほぼ同様。
「ナイスボム!」の時に表示されるメッセージがやや変わっている。また、「ナイスボム!×3」は収録されていない。

## シューティング技能検定（Shmups skill test 業務用）
2007年7月稼動開始したアーケードゲーム、『シューティングラブ。2007』に『EXZEAL（エクスジール）』とともに収録されている。またXbox 360への移植として『シューティングラブ。200X』内に収録され、2009年2月19日に発売された。2012年9月20日稼働開始したアーケードゲーム、ゲーセンラブ。～プラス ペンゴ!～に収録。
ミニゲームは試用版のものに加え大量の新作が追加されており、プレイごとに違ったミニゲームの組み合わせで「パイロット性能」と「ゲーマー年齢」を測定することができる。
シューティングのミニゲーム集では『てんこもりシューティング』（ナムコ・後の「バンダイナムコゲームス」）が先行しているが、『てんこもり』がノルマライフ制（ノルマ未達成でライフ減、ライフ0でゲームオーバー）なのに対し、当作ではミスしても次のゲームに進むだけで、1クレジットで最後までプレイ出来る。
なお、ゲーセンラブ。～プラス ペンゴ!～の収録版は横画面の変更と4人でプレイ出来るように改良がなされた。

### プレイの流れ

#### シューティング技能検定
1. コインを投入し、スタートボタンを押す。
2. 『シューティング技能検定』を選択し、タイトル表示時にスタートボタンを押す。
3. 以下の3つから選んでゲームを開始する。
  - 1人で検定 - 1人プレイで検定を実施する。
  - 好きなゲームを選んで練習 - 検定で用いられるミニゲームのうち16種類（すべてのミニゲームを練習できるわけではない）の中から、5つを選んで練習ができる。同じミニゲームを2回以上選ぶことも出来る。終了後は100点満点で点数が採点される。
  - 2人対戦 - 1クレジットで2人対戦が可能。詳細は後述。
4. ゲームをプレイ。どのゲームも基本的に弾や敵に接触してミスした時点で終了。また、当たり判定はあるが破壊不可能な全てのものに「撃ち込み点」が存在する。ショット1発につき10点。
5. 全ゲームを終了すると、ゲームの結果に応じたパイロット性能のダイアグラムと数値（店内平均値も表示）、ゲーマー年齢が表示される。25歳が平均的。
6. ゲーム終了。ランキング圏内のスコアを獲得していればネームエントリーが可能。なお、ランキングはスコアのみで集計され、パイロット性能やゲーマー年齢は関係ない。

#### ゲーセンラブ。～プラス ペンゴ!～
1. コインを投入し、スタートボタンを押す。
2. 4つに収録されたタイトルのうち、『シューティング技能検定』を選ぶ。なお、3～4人でプレイする場合、選んだプレイヤーが優先される（1Pは青、2Pは赤、3Pは黄、4Pは緑）。
3. ゲームをプレイ。どのゲームも基本的に弾や敵に接触してミスした時点で終了。また、当たり判定はあるが破壊不可能な全てのものに「撃ち込み点」が存在する。ショット1発につき10点。
4. 全ゲームを終了すると、ゲームの結果に応じたパイロット性能のダイアグラムと数値（店内平均値も表示）、ゲーマー年齢が表示される。
5. 2～4人プレイの場合、最終的にゲーマー年齢の若いプレイヤーが勝利となり（ゲーマー年齢が同じ場合はパイロット性能が高いプレイヤーが勝利）、敗者はその場でゲームオーバーとなる。
6. 対戦終了後、勝者は1人で検定を引き続きプレイすることになる。プレイ中に乱入も可能。

### 複数人対戦プレイ
本作では複数人対戦プレイが可能となっている。各ミニゲームで高い点数を獲得した方（またはより長く生き残った方）により良い評価が与えられ、最終的にゲーマー年齢の若いプレイヤーが勝利となる（ゲーマー年齢が同じ場合はパイロット性能が高いプレイヤーが勝利）。対戦時限定のミニゲームも存在する。
- 複数人プレイ時、自機同士は重なることが出来ずぶつけられた方は弾き飛ばされてしまう。
- 後ろに回りこんで相手の自機を撃つことも出来る。撃たれた側は一瞬動きが止まり、さらにショット1発ごとに点数が10点奪われてしまう。
- LEVELが設定されているミニゲームでは、生き残ったプレイヤーが1人になった直後に10秒間のカウントダウンが始まり、そのプレイヤーがミスしたのは勿論のこと、カウントが0になってもLEVELに関係なく終了する。
- 一部のミニゲームが変化・追加される。詳細は後述。

### プレイできるミニゲームの一覧
「避けろ」（球避け）「撃つべし!」（業務用では「逃さず壊せ!」に改題）「ナイスボムれ!&ナイスボムれ!パートII」が試用版より引き続き収録、この他にも多数のミニゲームが存在する。
「オープニングゲーム」→「ミニゲーム」→「ナイスボムれ!」→「弾避け」→「ミニゲーム」→「避けろ」→「連射力」→「ナイスボムれ!パート2」→「ミニゲーム」→「エンディングゲーム」の順にプレイする。
ミニゲーム、ナイスボムれ！、エンディングゲーム以外はプレイ時間と共にLEVEL（難易度）が増加していき、LEVEL99に達するとゲーム終了。
プレイ中に流れるBGMは、試用版のギターサウンドとは異なり、業務用では幻想的なテクノミュージックとなっている。

#### オープニングゲーム
試用版の「撃ちまくれ!」に近い内容。
戦車　戦車　戦車（戦車A）／戦車　戦車　戦車　戦車　戦車（戦車B）迫ってくる様々な種類の戦車を撃って破壊する。一般的な戦車（1回攻撃が当たると砲塔が破損し、2回目の攻撃が当たると全壊する）のみ登場する「戦車A」とドリルモグラ、二足歩行兵器、二連砲台戦車、ドリームキャストを模した戦車などが登場する「戦車B」の2タイプがある。自機ショットのオート連射付。BGMは『雷電』シリーズなどを手がけた佐藤豪作曲の『TANK RUSH!』。
8bit宇宙空間にテーブル筐体が浮遊したシュールな背景のもと、ドット絵で描かれた敵が次々と現われるのでそれを倒していく。自機ショットのオート連射はシューティングラブ。2007版は無いが、ゲーセンラブ。版には付いている。BGMは『サイヴァリア』シリーズなどを手がけたWASi303作曲のチップチューン『8bit』。

#### ナイスボムれ!
詳細は上記を参照。
2人プレイではルールが変化し、先にミスをするかボムを撃ったほうが負けの「チキンレース」となる（後に残ったプレイヤーは「ナイスボムれ!」と同じルールでゲームを続行することができる）。また「ゲット!」でボムアイテムを取れない場合も負けとなるため、もし片方のプレイヤーがボムアイテムを2個とも取ってしまうとその時点で勝敗が決定してしまう。
ゲーセンラブ。収録版ではナイスボムれ!の代わりにランダムで『スペース ナイスボム』が出現する場合があり、こちらは敵弾が宇宙空間から突如出現するもので、それ以外のルールはナイスボムれ!と同様である。
また、2人プレイ（ゲーセンラブ。収録版は2～4人プレイ）では『ナイスボムれ!』で好成績を取ると出現する『ナイスボムれ! パートII』の代わりに以下のミニゲームをプレイする。
決闘
西部劇風の背景が出現し、3、2、1、0のカウントダウンが行われる。「0」になった瞬間により速くボタンを押せたプレイヤーの勝ち。敗者および、「0」になる前にボタンを押した場合は16t分銅で押しつぶされてしまい、勝者はその後に落ちてくる大勲章（10000点）を取ることができる。完全に同タイムの場合は相打ちで、両者ミスとなる。

#### 弾避け
シューティングゲームをプレイする上で不可欠な回避力を測定する。
弾 弾 弾
ルールは試用版の「避けまくれ」と同じ。敵キャラのグラフィックは昆虫を模している。敵弾パターンの異なる「弾避けA」「弾避けB」2タイプあり。こちらからの攻撃も可能だが敵キャラはバリアを展開し攻撃を全て弾くため破壊不可能。但し撃ち込み点は入る。
避け続けろ
ゲーセンラブ。収録版に登場。こちらは飛来してくる弾を避け続けるというゲーム。避け続けると点数が加算され続けるが、LEVELが高いと飛来する弾も多くなる。弾に当たるか、LEVEL99に達すると終了。

#### 避けろ
障害物をとにかく避けるゲーム。障害物は破壊できず、時間が経つごとに動きが大きくなっていく。長い時間避け続けるほど評価が高い。ミスをするかLEVEL99に達するとゲーム終了。
ビル避けルールは試用版の「球避け」とほぼ同じ。どこかで見たようなビルやタワーの間をぶつからないように進んでいく。
球避け動いている赤い球状の障害物をひたすら避けて進んでいく。

#### 連射力
シューティングゲームに不可欠な連射力を測定する。自機のショットにオート連射が用意されない。
隕石から地球を守れ!地球に落ちてくる隕石を撃ち落とす。撃ち漏らすと地球のライフゲージが減っていってしまう。地球のライフゲージがなくなるか、隕石に当たってミスをするか、LEVEL99に達するとゲーム終了。ただしゲーセンラブ。収録版は隕石破壊をするたびに撃ち返し弾を撃ってくるため、それに被弾しても終了。
逃さず壊せ!画面上から飛来してくる板状の敵キャラを逃さず撃って破壊する。敵キャラは少しずつ大型になっていき、倒すのに必要な弾数も多くなる。敵に当たるか、敵を逃してしまうか、LEVEL99に達すると終了。
壊しまくれ!ゲーセンラブ。版にて追加されたゲーム。画面上から飛来してくる球体を撃って破壊する。球体は撃つ毎に小さくなっていく。LEVELが上がると出現量も増えていき、最終的には画面全体を埋め尽くすほどになる。球体を破壊するか、球体が画面最下部まで達すると自壊し弾を撒き散らす。敵、敵弾に当たるか、LEVEL99に達すると終了。

#### ミニゲーム
一定の条件を満たした時点で終了する小規模なゲーム。
時限爆弾を撃ち落とせ！回転しながら飛ぶH2ロケットについている小型爆弾をショットで狙い撃ちする。撃った爆弾は落下して爆発するが、その爆風に自機の当たり判定は無い。制限時間内に爆弾を破壊しきれなかったり、ロケット本体に弾を当ててしまうと評価が下がり、当てすぎるとロケットが墜ちてしまう。
光ったらたくさん撃ち込め！巨大なコアを持った敵キャラが画面上から出現。コアが赤く光った後、外側から外殻パーツがコアに合体するまでに連射して破壊する。破壊に成功するか、敵コアおよび外殻に自機が当たるか、破壊に間に合わず合体して逃げられるとゲーム終了。また、赤く光る前に撃ち込んでしまうと、その分がコア体力に加算されてしまう。
やり切れ！高速スクロール中にWARNING表示が出て、戦車が大量に並んだ地帯に突入。戦車の攻撃に当たるか、戦車が逃げるまで攻撃をやりすごすか、戦車を全て破壊するとゲーム終了。
たくさん取れ画面上の左右から、100点と1000点の勲章が大量に降って来るので、それを取る。10秒間で10000点以上の勲章を取れば成功。
赤を取れ/青を取れ/緑を取れ画面上部に赤、青、緑の球状アイテムが大量に浮遊。制限時間内に指定された色のアイテムを全て取りきるか、その前に他の色のアイテムに当たってミスしてしまうとゲーム終了。
やり過ごせ！要塞の中を上から四足のロボットが下降してくる。足の間を潜り抜けてロボットの上側に行けば成功。またロボット本体の上下左右には、近づくことで1000点が入るポイントが複数箇所存在するので、足の動きを見つつ本体に近づくことで点を稼ぐことが出来る。
避けろ!弾幕が高速で一直線に飛来してくるのでそれを避ける。最初は上から下へ、その直後に左右方向から飛来する。敵弾に当たるか、避けきるとゲーム終了。避けきればサムズアップの絵とともに10000点のボーナスが加算。
正解を入力せよ画面上部に問題が出るので、それに対応したボタン、もしくはレバーを入力する。出現率が低いゲーム。

#### エンディングゲーム
save the earth keep clean　空き缶はくずかごへ左右から飛来してくる空き缶を撃って上方向に跳ね返し、画面中央にあるくずかごに入れる。空き缶、くずかごに当たってミスをするか、時間制限（2007版は2分、ゲーセンラブ。版は1分15秒だがゲーム開始前からタイマーはカウントダウンされている）に達すると深いメッセージと共にゲーム終了。2人プレイでは、缶に弾を当てると色が青（1P）または赤（2P）にその都度変化する。くずかごに入った時点での色によって、どちらのポイントになるかが変わる。BGMはワルトトイフェル作曲のクラシック音楽『スケーターズ・ワルツ』。ゲーセンラブ。版では1人プレイ専用ゲームとなった。
決着2人プレイ専用（ゲーセンラブ。収録版は2～4人プレイ専用）のエンディングゲーム。画面に青色(1P)と赤色(2P)のUFOが3体ずつ出現するので、制限時間内に相手側のUFOを倒しきれば良い。なお、自分側のUFOを撃つとその体力を回復させることができる。残機は無制限だが、ミスをすると自機から大量の得点アイテムが出て相手を利してしまう。また数字の書かれた球体がUFOに混じって出現し、破壊するとその数だけ撃ち返し弾を発生する。ゲーセンラブ。収録版は黄色(3P)と緑色(4P)のUFOが追加されているが、こちらはミスをしてもスコア減少のペナルティおよび得点アイテムのばら撒きはなくなった。

### 全国大会
シューティングゲームでは異例となる、メーカー主催の全国大会「シューティングラブ。甲子園」が開催された。
主催者はトライアングル・サービスおよび今作のサウンドトラックなどを発売しているINHである。
2007年9月15日より、北海道、宮城、栃木、東京、千葉、神奈川、愛知、兵庫、福岡の合計14店舗で予選が行われ、決勝大会当日予選2名を含む16名の代表選手を決定。予選参加者の合計は延べ200名以上に達した。
全予選にトライアングル・サービスの藤野社長が来訪。場所によってはサウンドの作曲者や他ゲームメーカーの代表者などもゲストとして参加し、ファンとの交流が行われた。
決勝大会は11月23日に「クラブセガ 新宿西口」にて開催され、千葉県「ゲームソニックビーム松戸店」から出場の「ネイチャー」選手が優勝の座を手にした。
- シューティングラブ。甲子園　大会概要（INH公式サイト内） - 詳細な予選日程等。